# Boarmia notaticosta
Boarmia notaticosta là một loài bướm đêm trong họ Geometridae.